# Marcus Sander Hansen
Marcus Sander Hansen (Greve Strand, 25 agosto 2000) è un ciclista su strada danese che corre per il team BHS-PL Beton Bornholm.

## Palmarès
- 2025 (BHS-PL Beton Bornholm, due vittorie)

2ª tappa Tour of Estonia (Tartu > Tartu)
Classifica generale Tour of Estonia

### Altri successi
- 2017 (Juniores)

Classifica giovani Tour des Portes du Pays d'Othe
- 2023 (Uno-X Pro Cycling Team)

Classifica sprint Saudi Tour

## Piazzamenti

### Competizioni mondiali
- Campionati del mondo

Fiandre 2021 - Cronometro Under-23: 23º
Fiandre 2021 - In linea Under-23: ritirato

### Competizioni europee
- Campionati europei

Trento 2021 - In linea Under-23: 67º